# Rue de la Gare (Paris)
Pour les articles homonymes, voir Rue de la Gare.
La rue de la Gare est une voie située dans le quartier du Pont-de-Flandre du 19e arrondissement de Paris en France.

## Situation et accès

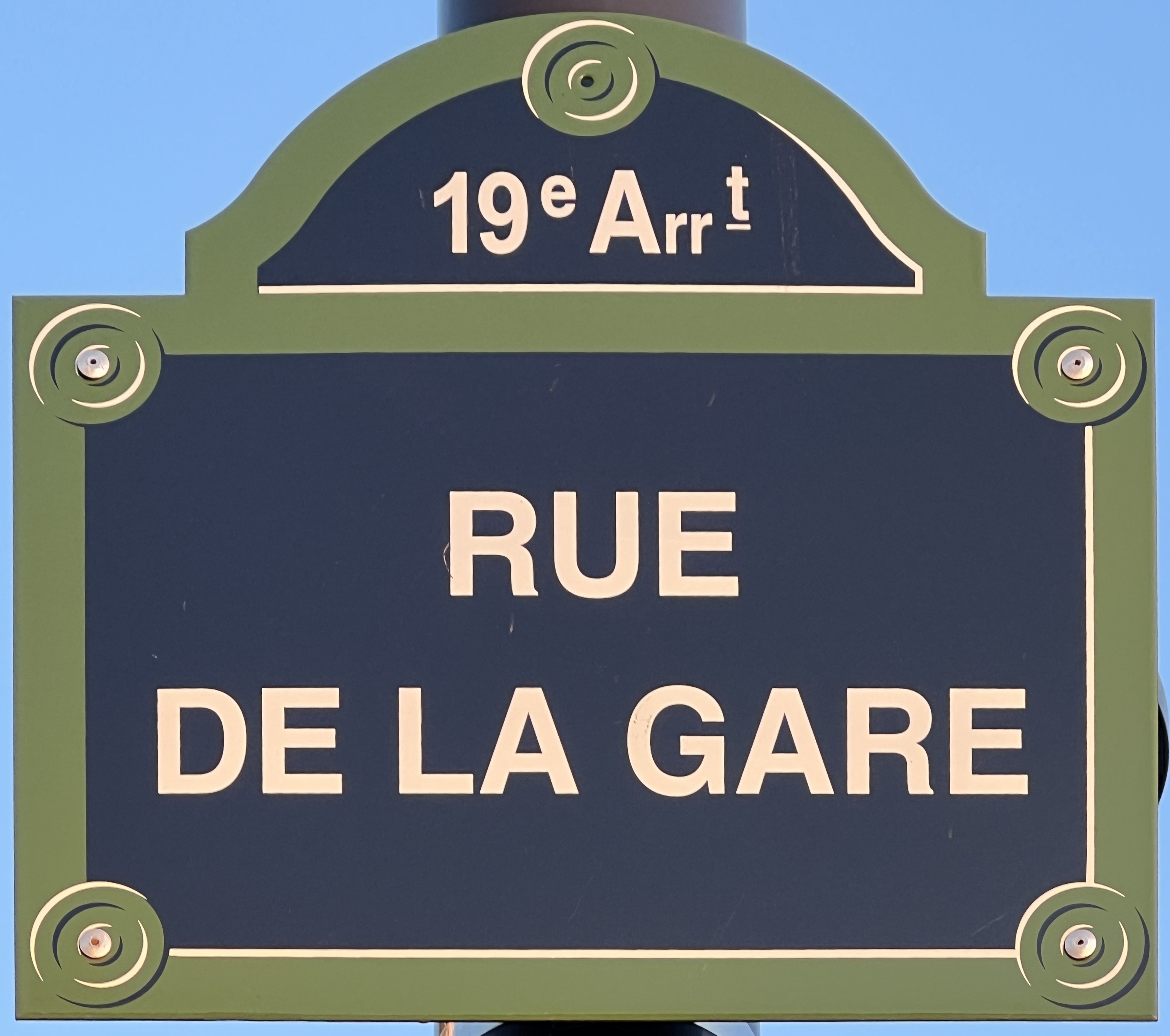
Plaque Rue de la Gare en 2023.

Son tracé part de la rue de la Haie-Coq, suit le bassin d'Aubervilliers du canal Saint-Denis, puis forme une boucle et repart vers l'ouest en longeant le boulevard périphérique.

## Origine du nom
Elle porte ce nom en raison de la présence de l'ancienne gare de la Haie-Coq qui aboutissait au port éponyme sur le bassin d'Aubervilliers.

## Historique
Cette ancienne voie de la commune d'Aubervilliers, est annexée à Paris par décret du 27 juillet 1930 lors de l'extension de son territoire. La partie albertivillarienne devint par la suite la rue Madeleine-Vionnet.
Depuis octobre 2015, la rue est reliée à la rue Émile-Bollaert par la passerelle Claude-Bernard qui traverse le boulevard périphérique de Paris. En novembre 2019, la rue de la Gare est prolongée par l'absorption de la voie ES/19.

## Bâtiments remarquables et lieux de mémoire
- Au no 35, le siège social de la société Saint Louis Sucre et de l'Agence régionale de santé Île-de-France.